# Picture to Burn
«Picture to Burn» —en español: «>Fotografía a Quemar»— es una canción coescrita y grabada por la cantante estadounidense de música country pop Taylor Swift. Fue lanzado el 29 de enero de 2008 como cuarto sencillo del primer álbum de Swift. También fue el cuarto éxito consecutivo en el top 10, llegando al número 3 en Hoy Country Songs.

## Historia
La letra describe cómo Taylor tiene resentimiento contra su exnovio (quién ella describe como "otra fotografía para quemar"). Antes de presentar esta canción, Swift dijo, "Siempre trato de contarle a la audiencia que realmente trato de ser una persona agradable... Pero sí rompes mi corazón, hieres mis sentimientos, o eres muy malo conmigo, voy a escribir una canción sobre ti. Jaja. Esta canción es el ejemplo perfecto". La canción fue escrita en la tonalidad de sol mayor, en tiempo común. La progresión de acordes aparece en toda la canción excepto en el puente que es G-Am-C-D. Hay dos versiones de esta canción. La versión censurada que reemplaza la letra original de "I'll tell mine you're gay" con "You won't mind if I say."

## Lista de canciones
1. "Picture to Burn" (Radio Edit) - 2:55
2. "Picture to Burn" (Album Version) - 2:57
3. "I'm Only Me When I'm with You" - 3:36

## Vídeo musical
Como los otros vídeos de los sencillos, "Picture to Burn" fue dirigido por Trey Fanjot. El vídeo musical comienza con Swift y una amiga (interpretada en la vida real por su mejor amiga Abigail Anderson) mirando una fotografía de Swift y su exnovio, estando sentadas en su Ford Mustang y espiar a él y a su nueva novia. Además, durante el vídeo ve a su exnovio dejando conducir su camioneta a su novia nueva, cosa que a Taylor no permitió nunca. En ese momento Swift comienza a soñar sobre destrozar la casa de su exnovio, pero su amiga la despierta y luego quema la fotografía. En una entrevista con CMT, Swift bromeó, "La moraleja del vídeo es, sí rompes conmigo, mi banda saqueará tú casa." (El vídeo usa la versión editada para radio de la canción.)

## Listas
| Lista (2008-2009)                        | Posición |
| ---------------------------------------- | -------- |
| U.S. Billboard Hot Country Songs         | 3        |
| U.S. Billboard Hot 100                   | 28       |
| U.S. Billboard Pop 100                   | 49       |
| Canadian Radio & Records Country Singles | 1        |
| Canadian Hot 100                         | 48       |